# Dörgön nuur
Dörgön nuur (mong. Дөргөн нуур) – słone jezioro bezodpływowe w północno-zachodniej Mongolii, w Kotlinie Wielkich Jezior. 
Jezioro o powierzchni 305 km², głębokości do 27 m, długości do 24 km i szerokości do 17 km. Leży na wysokości 1132 m n.p.m.
Jezioro objęte jest ochroną w ramach założonego w 1997 roku Parku Narodowego Char Us nuur.